# Ferrari
Ferrari S.p.A. es un fabricante de automóviles superdeportivos con sede en Maranello, provincia de Módena, en la región de Emilia-Romaña, Italia. Esta compañía es el resultante de la idea de su fundador Enzo Ferrari de crear una marca de automóviles de turismo con prestaciones lujosas y deportivas, basándose en los éxitos obtenidos a partir de la creación de su Scuderia Ferrari de automovilismo en 1929.

## Historia

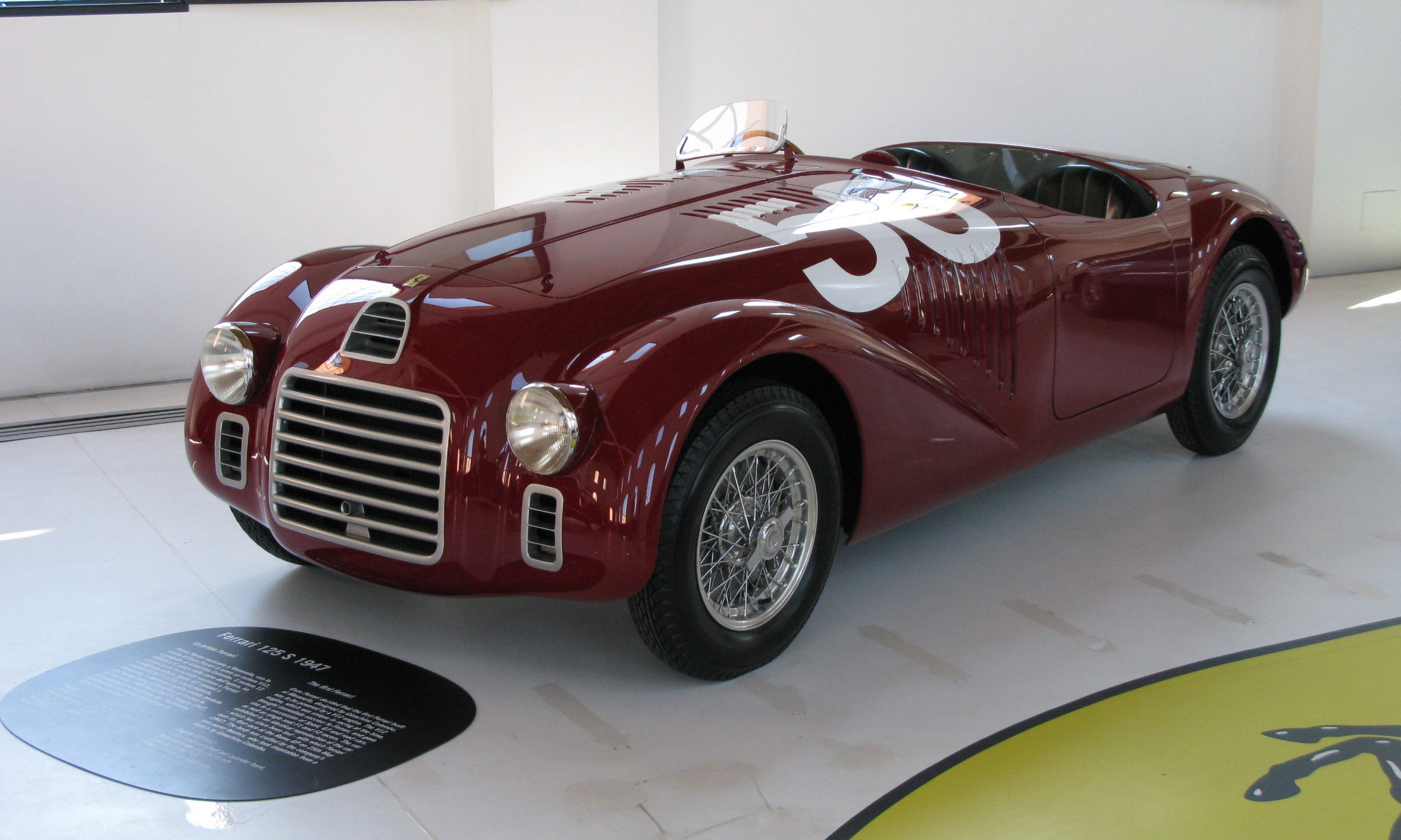
Réplica de un Ferrari 125 S.

La Scuderia Ferrari comenzó a competir junto a pilotos y modelos de Alfa Romeo y Fiat. La compañía comenzó a producir automóviles en serie en 1947. Se convirtió en "Ferrari S.p.A." cuando en 1969 Fiat Group entró a ser parte del Consejo de administración y se hizo accionista de la empresa. Actualmente, el principal accionista de la compañía italiana es Fiat Group, con el 90%, un 5% de las acciones ha sido comprado, en 2005, por una compañía de los Emiratos Árabes Unidos, mientras que el resto pertenece a Piero Ferrari, hijo de Enzo. La compañía tiene su sede en Maranello, cerca de Bolonia y Módena, Italia. En 2005 Ferrari vendió 5409 unidades, con una subida de ventas del 8.7% y una facturación de 1 500 000 000 €.
En 2013, redujo expresamente su producción de automóviles a 6922 unidades en su fábrica de Maranello. Esta cifra significó un 5.4% menos que el año anterior, a pesar de lograr un 5.4% más de beneficios.
En 2015 y tras la constitución de Fiat Chrysler Automobiles a nivel mundial, Ferrari alcanzó rentabilidad financiera suficiente, lo que le permitió finalmente independizarse del paraguas de Fiat y comenzar a operar como una marca independiente. De todas maneras, la familia Agnelli-Elkann continúa siendo su principal propietaria, colocando a Ferrari directamente bajo la órbita del consorcio Exor. A su vez, conforma junto a su similar Maserati el grupo de marcas de lujo dentro del grupo automotriz italiano.
Enzo Ferrari fundó la Scuderia Ferrari en 1929 con el objetivo de patrocinar a pilotos aficionados de Módena. Ferrari entrenó a varios pilotos y compitió con gran éxito con autos Alfa Romeo hasta 1938, cuando fue oficialmente contratado por Alfa Romeo como presidente de su departamento de carreras.
En 1940, tras enterarse de los planes de la compañía para absorber su amada Scuderia y tomar control de su trabajo en la competición, abandonó rápidamente Alfa Romeo. Dado que tenía prohibido por contrato competir durante varios años, la Scuderia se convirtió brevemente en Auto Avio Costruzioni Ferrari, que aparentemente fabricaba maquinaria y accesorios para aviones. Durante este período en el que no podía competir, Enzo Ferrari de hecho produjo el automóvil de carreras Tipo 815, siendo este el primer auto originalmente de Ferrari, pero debido a la Segunda Guerra Mundial tuvo muy poca participación en las carreras. En 1943 la fábrica Ferrari se trasladó a Maranello, donde ha permanecido desde entonces. Esta fue duramente bombardeada y destruida parcialmente en 1944 y reconstruida en 1946 para posteriormente producir sus famosos y costosos autos deportivos de lujo.
El primer deportivo de Ferrari fue el 125 S de 1947, que estaba equipado con un motor V12 de 1.5 litros. Aunque era reacio a ello, Enzo construía y vendía sus automóviles para financiar la Scuderia. Mientras sus autos se ganaban rápidamente una reputación gracias a su calidad, Enzo mantuvo una famosa aversión a sus clientes, pues sentía que la mayoría de ellos estaban comprando sus autos por el prestigio y no por sus prestaciones.
Los deportivos Ferrari eran notables por su exquisito estilo, debido a que algunos eran diseñados por casas como Pininfarina. A lo largo de varios años, han trabajado para Ferrari otras casas de diseño de carrocería, tales como Scaglietti, Bertone y Vignale. Si bien su tradicional color rojo heredado de los coches de carreras es característico, también comercializan automóviles en diferentes colores.
En 2019 reportó ingresos por 3 767 000 000 €, un beneficio de explotación de 917 000 000 €, un beneficio neto decreciente con respecto al año inmediato anterior por 699 000 000 €, unos
activos totales de 5 446 000 000 €, un capital social de 1 487 000 000 € y una producción total de 10 131 vehículos.

## El Cavallino Rampante

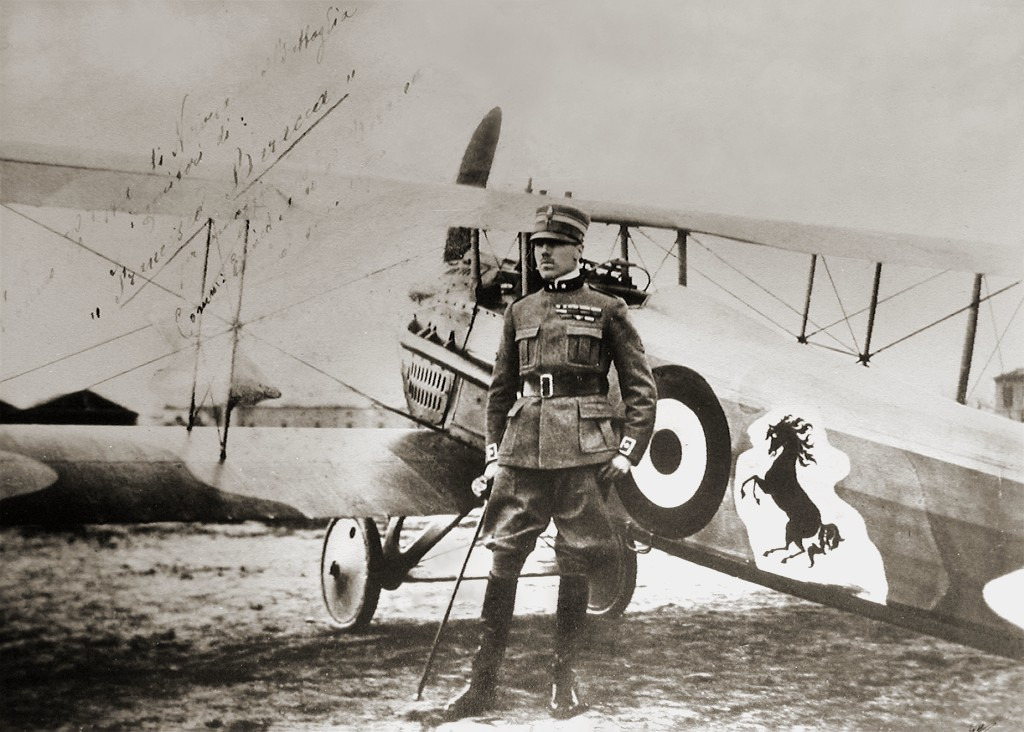
Francesco Baracca a finales de la Primera Guerra Mundial, junto a su avión en el que se ve el Cavallino rampante.

El símbolo de Ferrari es un caballo negro rampante sobre un fondo amarillo y con los colores de la bandera de Italia en posición horizontal en la parte superior, normalmente con las letras SF de Scuderia Ferrari/San Fiorano, cuyo fondo tiene forma de escudo heráldico. En el caso de los coches de calle, tiene forma rectangular.
El 17 de junio de 1923, Enzo Ferrari ganó una carrera en el circuito de Savio, en Rávena, donde conoció a la Condesa Paolina, madre del Conde Francesco Baracca, un piloto de aviación italiano as de la Fuerza aérea de Italia (Aeronautica Militare) y héroe nacional de la Primera Guerra Mundial, quien solía pintar un caballo en los laterales de sus aeroplanos. La Condesa pidió a Enzo que usara dicho caballo en sus coches, como un amuleto. El caballo original estaba pintado en color rojo sobre una nube blanca, pero Ferrari prefirió pintarlo en negro en señal de luto por los aviadores fallecidos en la guerra y le añadió un fondo amarillo, color local de su ciudad natal Módena.
Ferrari lo ha usado en su material de oficina desde 1929. Desde la carrera de las 24 Horas de Spa de 1932, también ha sido utilizado en los Alfa Romeo de la Scuderia Ferrari.
El diseño correcto del Cavallino se forma cuando se dibujan las cuatro puntas de las patas en línea recta, formando un ángulo de 58° con respecto a la horizontal, además de formar una línea vertical el casco de la pata trasera izquierda con la punta de la oreja derecha.

## En competición

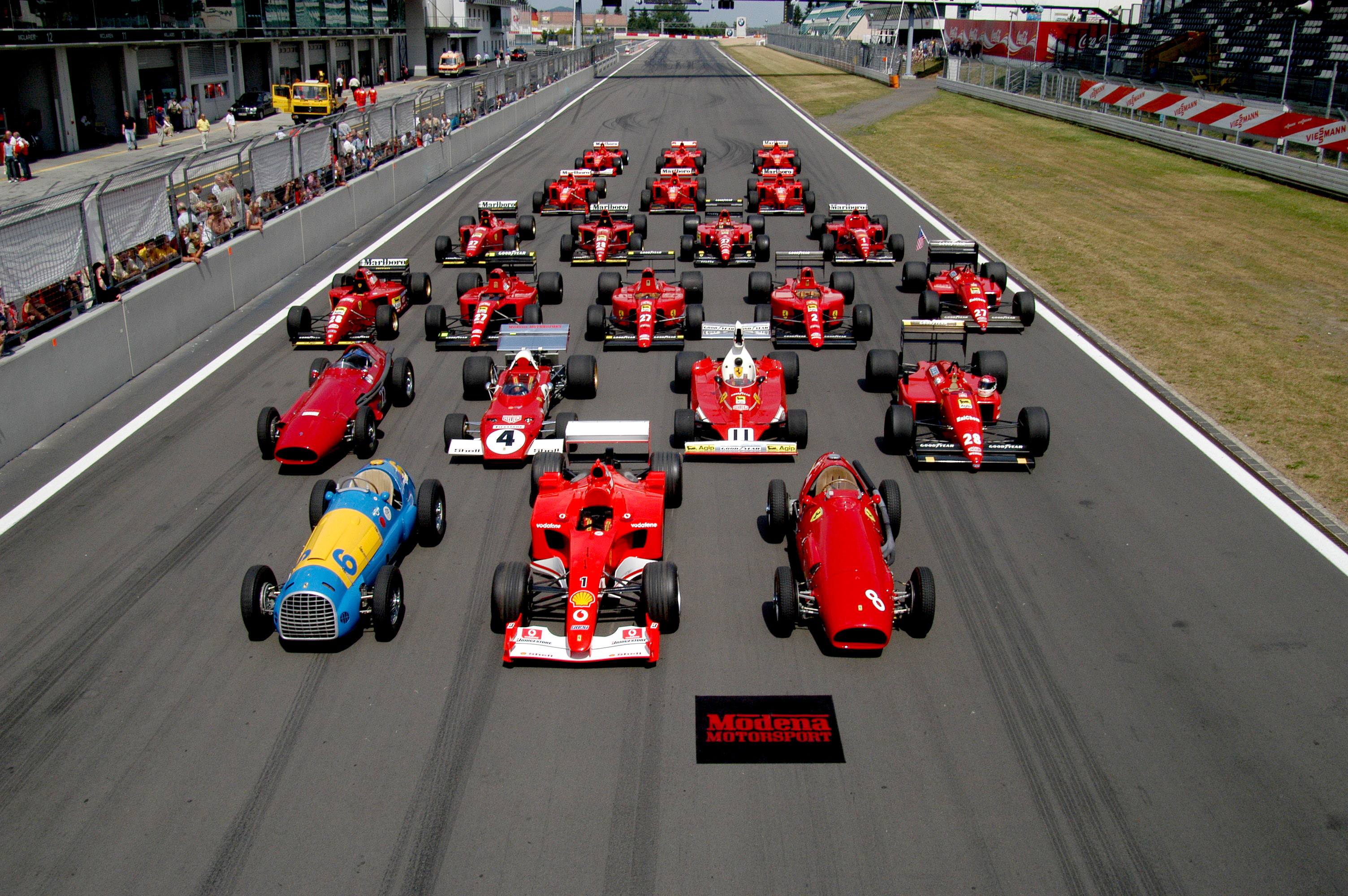
22 coches de Fórmula 1 usados por Ferrari a lo largo de su historia.

La verdadera pasión de Enzo Ferrari, a pesar de su extensa carrera con automóviles de calle, fue siempre la competición de coches. Su escudería comenzó como patrocinadora independiente para pilotos en diversos coches, pero pronto se convirtió en el equipo de la casa de Alfa Romeo. Tras su marcha de Alfa Romeo, Enzo Ferrari comenzó a diseñar y fabricar sus propios coches. El equipo Ferrari apareció por primera vez en un Gran Premio Europeo tras finalizar la Segunda Guerra Mundial.

### Scuderia Ferrari en otras competiciones
Aunque en la actualidad la Scuderia Ferrari solamente participe de forma oficial en Fórmula 1, durante décadas ha participado en otras prestigiosas competiciones de coches, tales como las 24 Horas de Le Mans o la Mille Miglia, siendo el equipo más laureado de la historia de los circuitos.
- Campeonato Mundial de Sport Prototipos, 15 títulos de constructores: 1953, 1954, 1956, 1957, 1958, 1960, 1961, 1962, 1963, 1964, 1965, 1967 y 1972.

- 24 Horas de Le Mans, 11 victorias absolutas: 1949, 1954, 1958, 1960, 1961, 1962, 1963, 1964, 1965, 2023 y 2024.[9][10]

- 24 Horas de Daytona, 5 victorias absolutas: 1963, 1964, 1967, 1972 y 1998.

- 12 Horas de Sebring, 12 victorias absolutas: 1956, 1958, 1959, 1961, 1962, 1963, 1964, 1970, 1972, 1995, 1997 y 1998.

- Carrera Panamericana, 2 victorias absolutas: 1951 y 1954.

- Mille Miglia, 7 victorias como constructores: 1948, 1949, 1950, 1951, 1952, 1953 y 1957.

- Targa Florio, 7 victorias absolutas: 1948, 1949, 1958, 1961, 1962, 1965 y 1972.

### Carreras para clientes
Ferrari también organiza competiciones monomarca para equipos privados y clientes de la compañía, así como preparar coches para equipos de clientes que participan en otros campeonatos, tales como:
- Ferrari Challenge: Challenge Europa, Challenge Italia y Challenge Norte América, son campeonatos monomarca para equipos privados. Compiten con una versión para circuito del F430, llamado F430 Challenge, aunque han presentado el 458 Challenge.

- Programas XX: 599XX y FXX son dos programas de carreras con los que algunos adinerados clientes de la compañía recorren los circuitos más prestigiosos del mundo con dos vehículos preparados para tal fin.

- Equipos cliente para GT: También prepara coches GT para equipos privados y que participan en prestigiosas competiciones de GT. Se ofrecían el F458 GT y más modelos, como podría ser el caso del California.

## Modelos
En 2017, se presentó el 812 Superfast con un V12, el cual la empresa le considera como el Ferrari más potente de la historia. En agosto de ese mismo año se develó el nuevo descapotable Portofino, equipado con un motor V8, que reemplazó al California como modelo básico de la marca. En septiembre de 2022 la fábrica presentó al público su primer vehículo deportivo utilitario (SUV): el Purosangue con un V12.

Gama actual:
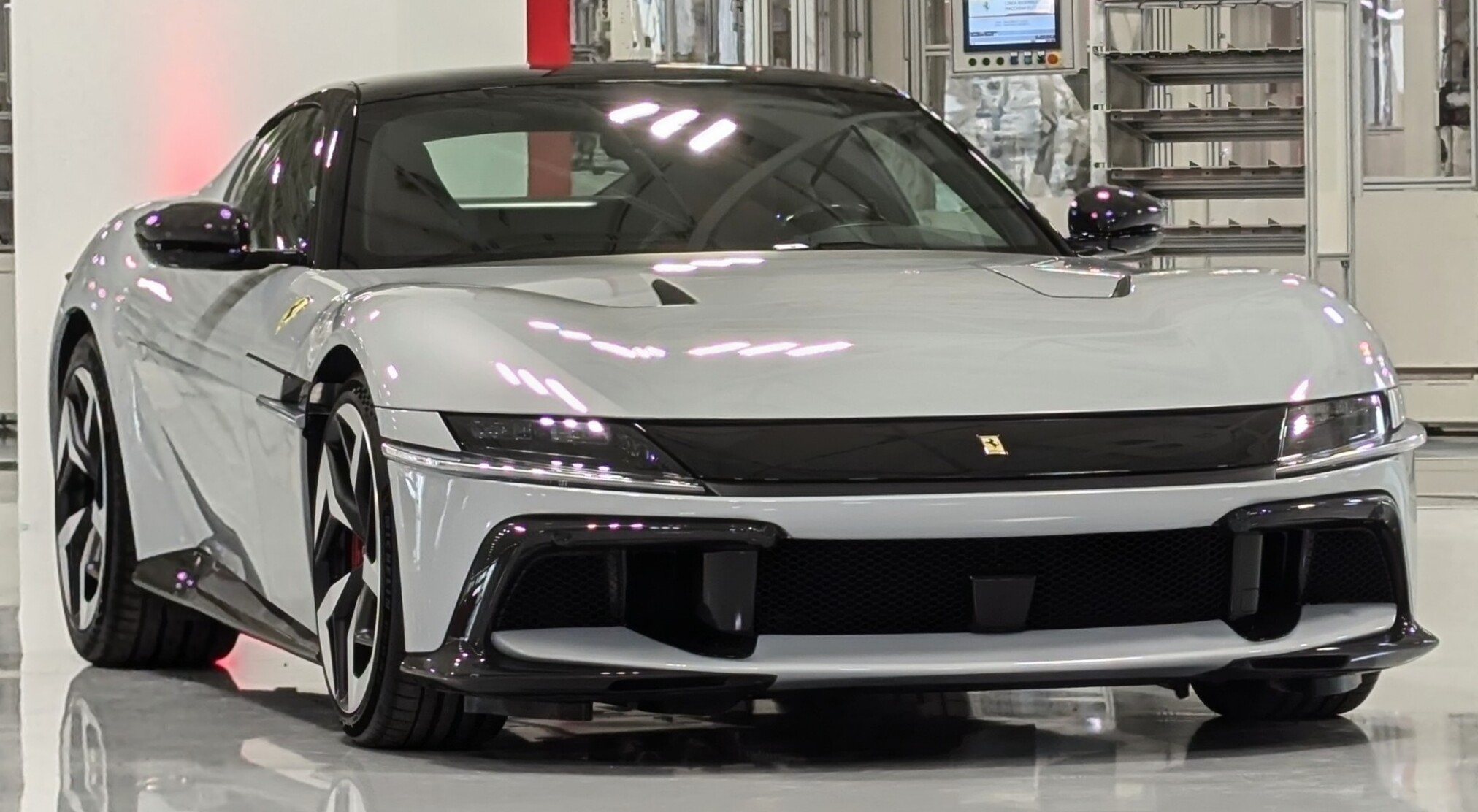
12Cilindri en Maranello
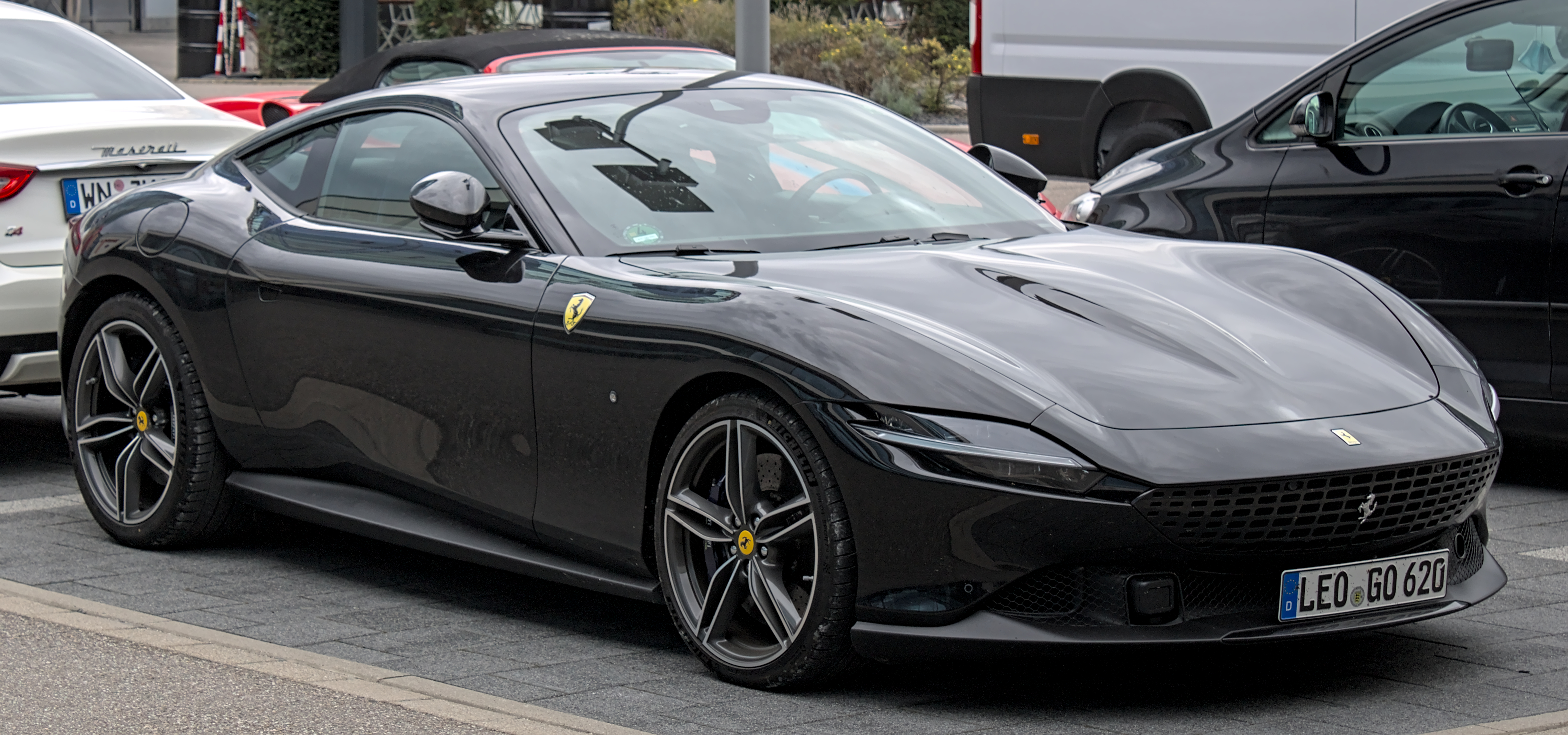
Roma en Basilea, Suiza
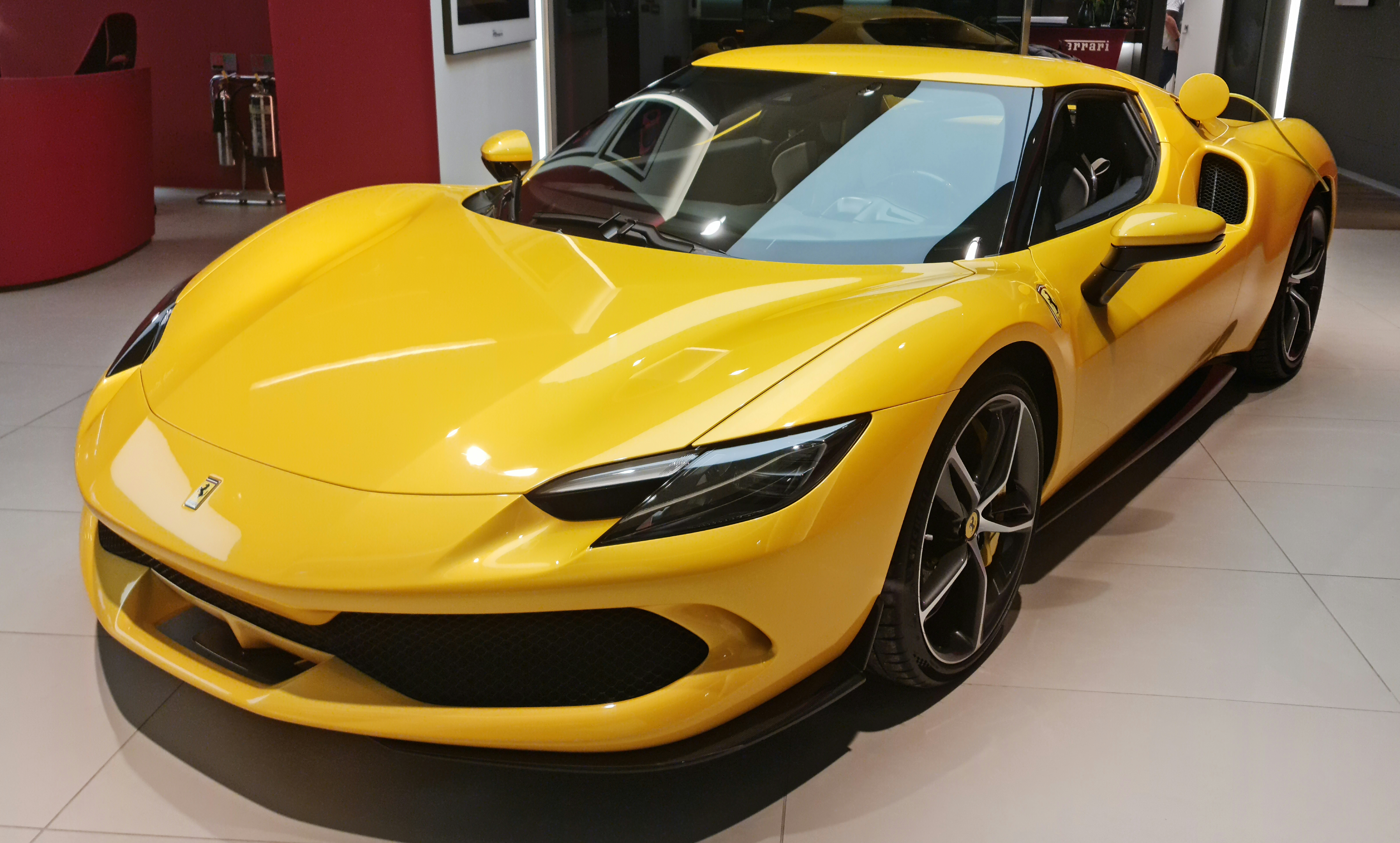
296 GTB en Londres
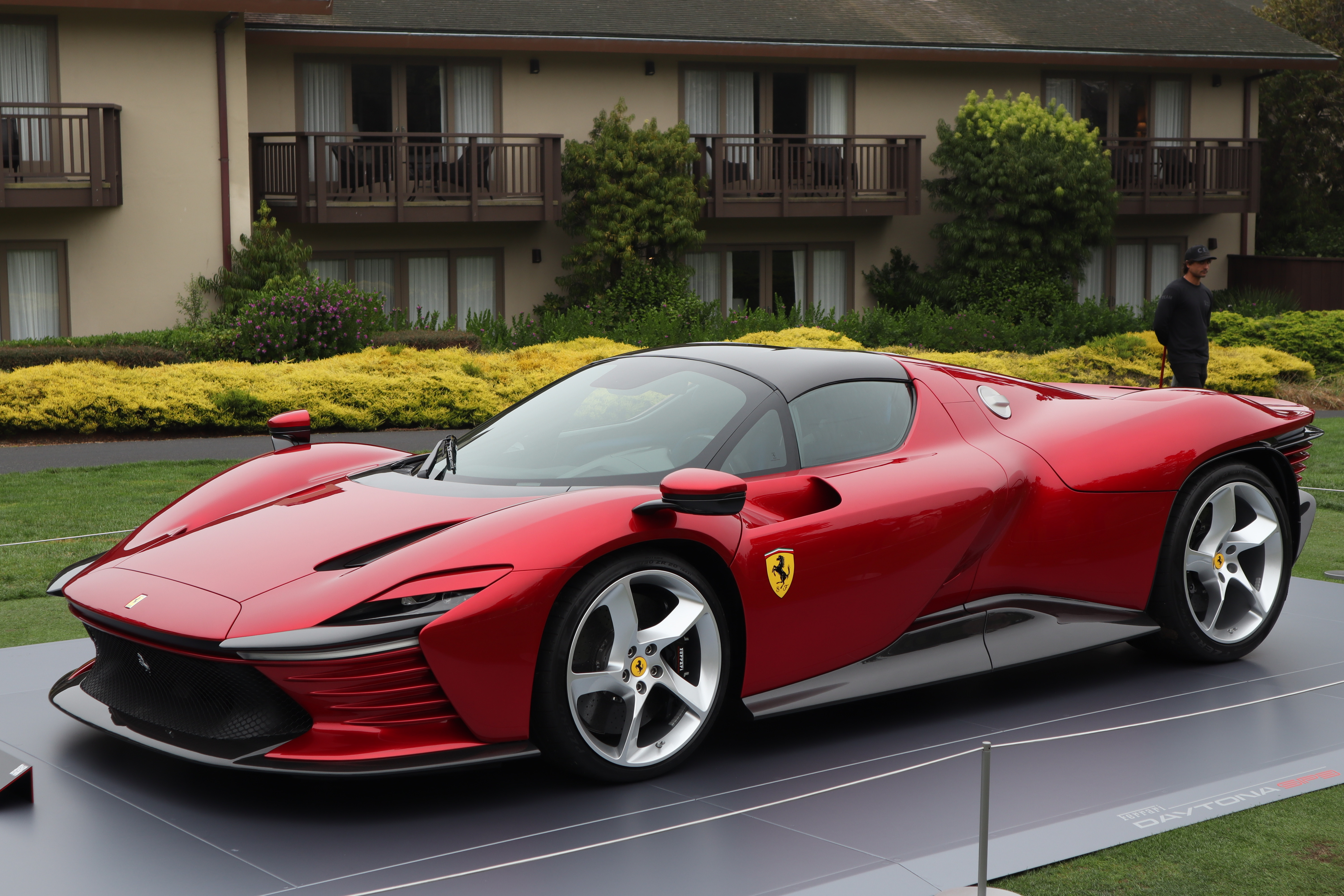
Daytona SP3 en 2022
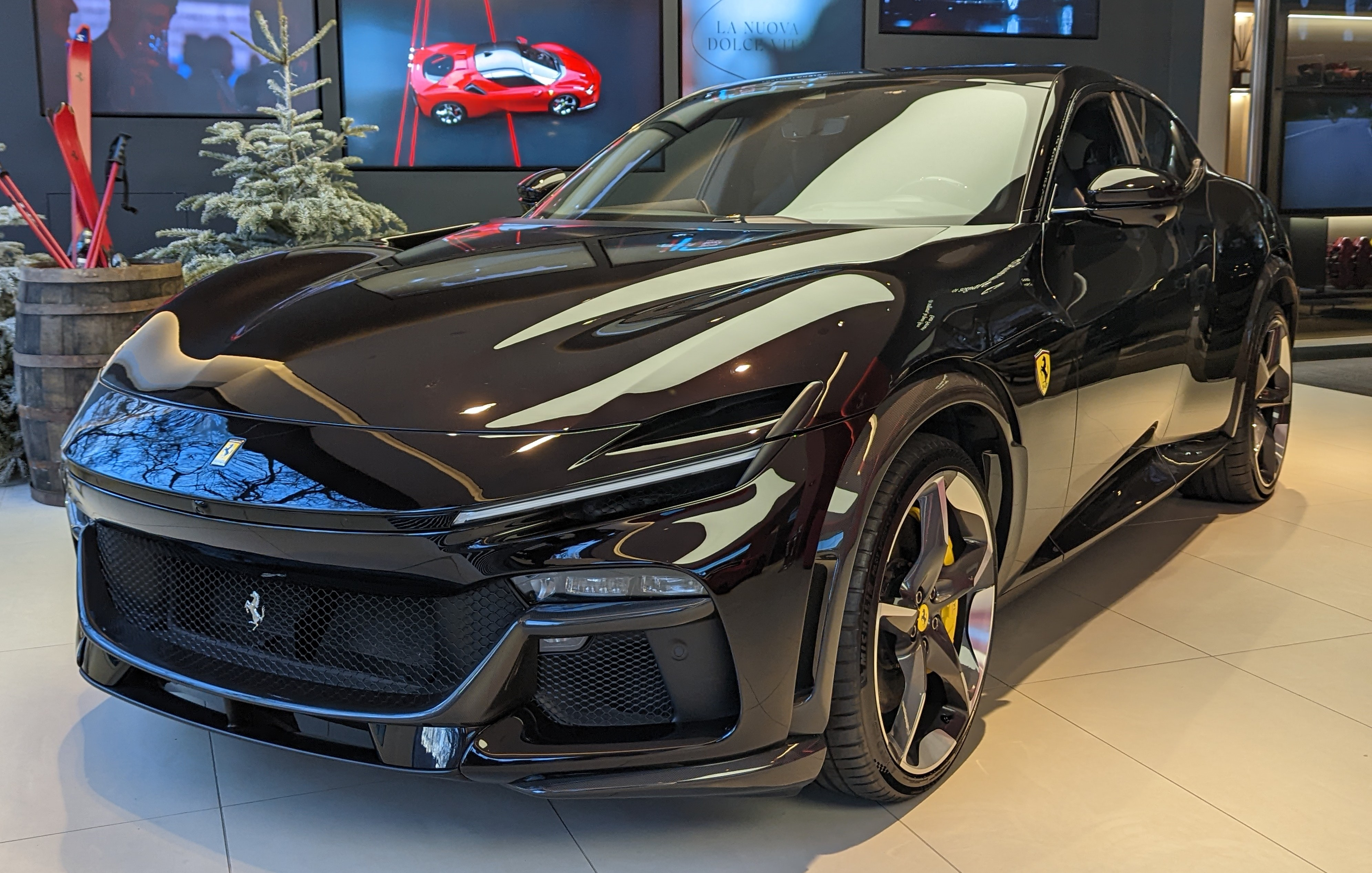
Purosangue de 2023
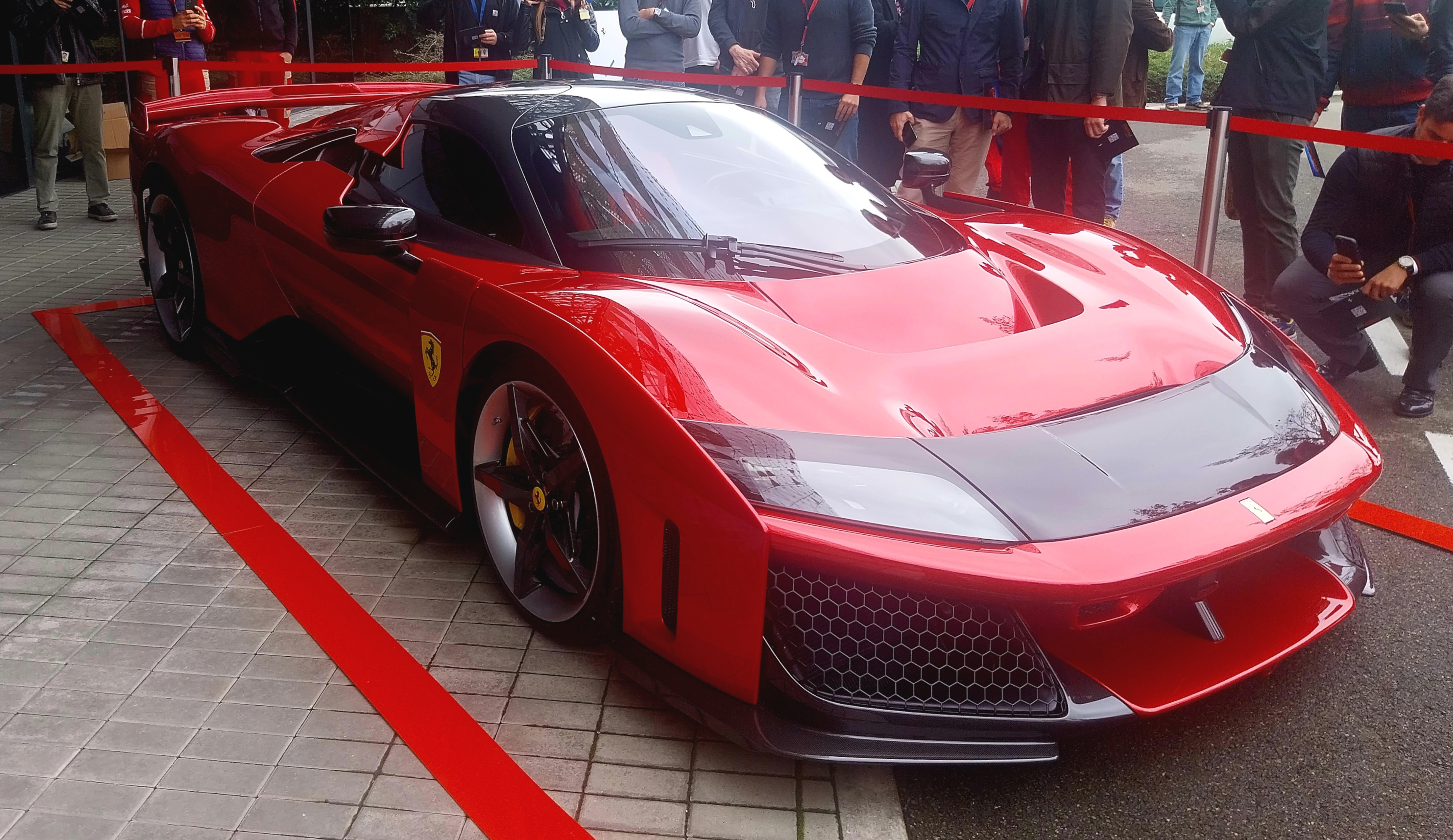
F80
Amalfi

## Posición competitiva

### Diseños y modelos industriales
En 2025, la Reseña anual del Sistema de La Haya de la Organización Mundial de la Propiedad Intelectual (OMPI) clasificó a Ferrari como el cuarto lugar mundial en número de solicitudes de registro de dibujos y modelos industriales realizadas en el marco del Sistema de La Haya, con 442 solicitudes realizadas en 2024, frente a las 172 solicitudes realizadas durante 2023.